# Agora É Tarde

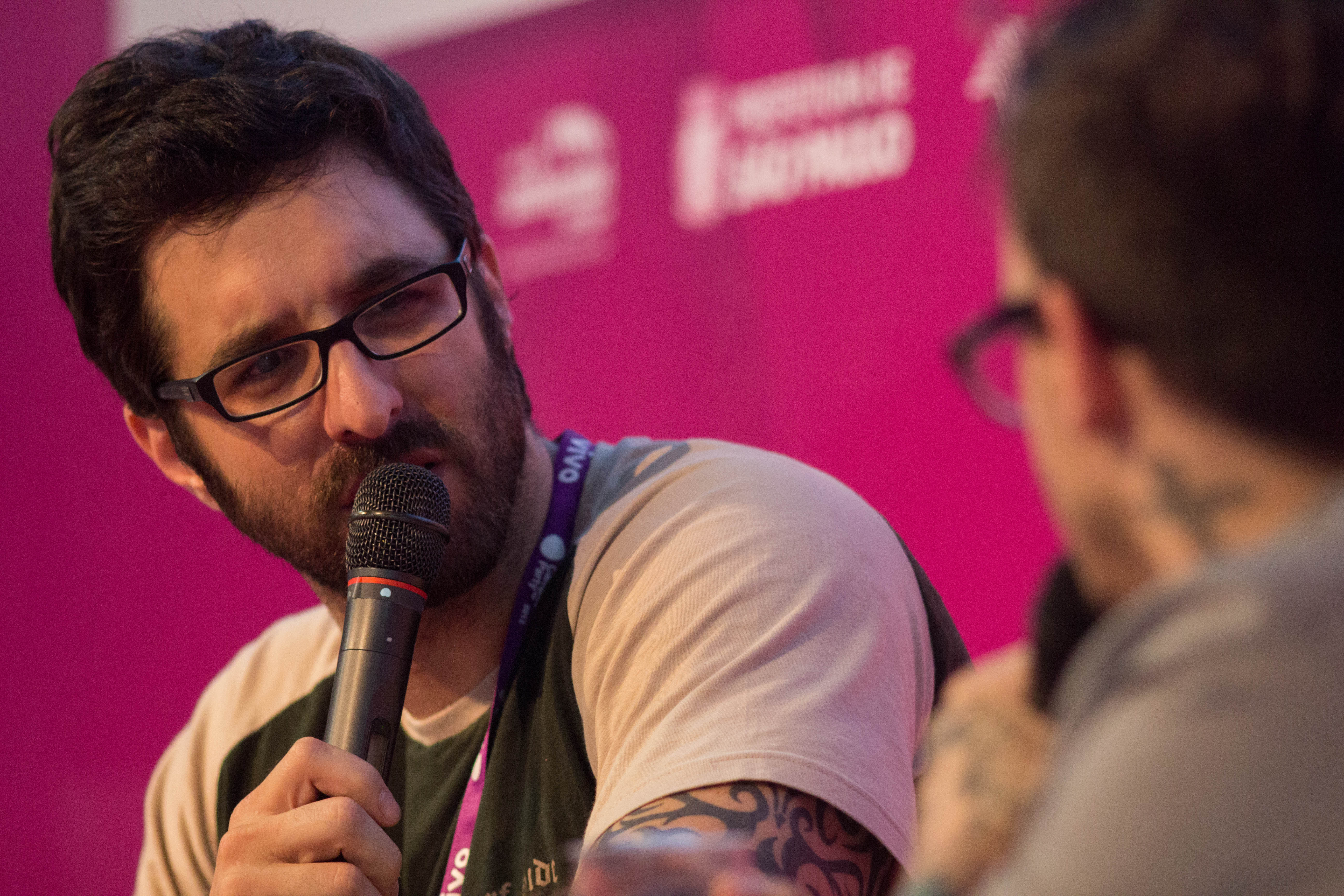
L'humoriste brésilien Rafinha Bastos, animateur de l'émission.

Agora É Tarde est une émission de télévision brésilienne animée par l'humoriste Rafinha Bastos et diffusée depuis le 29 juin 2011 sur le réseau de télévision Bandeirantes.
Le format d'Agora É Tarde s'inspire des late-night shows américains, type d'émission diffusé en troisième partie de soirée, présenté par un humoriste et mêlant sketchs, rubriques humoristiques et interviews d'un ou plusieurs invités. 
L'émission était, selon l'IBOPE, principal institut brésilien de mesure d'audience, la seconde plus forte audience du réseau Bandeirantes en 2012. Elle a été récompensée la même année, dans la catégorie du meilleur talk show, d'un Troféu Imprensa (Prix de la presse), l'une des plus importantes et plus anciennes récompenses de la télévision brésilienne.